# Strand sort
Strand sort je řadicí algoritmus, jenž má asymptotickou složitost v lepším případě O(n) a v horším O(n2).

## Zdrojový kód

### Pseudokód
```
procedure
 strandSort( A : list of sortable items ) 
defined as:

  
while
 length( A ) > 0
    
clear
 sublist
    sublist[ 0 ] := A[ 0 ]
    
remove
 A[ 0 ]
    
for each
 i 
in
 0 
to
 length( A ) 
do:

      
if
 A[ i ] > sublist[ last ] 
then

        
append
 A[ i ] 
to
 sublist
        
remove
 A[ i ]
      
end if

    
end for

    
merge
 sublist 
into
 results
  
end while

  
return
 results

end procedure
```

### V jazyceC
```
/// param nums - input - array of values to be sorted

/// param size - input - number of elements in the array

void
 
counting_sort
(
int
 
*
nums
,
 
int
 
size
)

{

       
// search for the minimum and maximum values in the input

       
int
 
i
,
 
min
 
=
 
nums
[
0
],
 
max
 
=
 
min
;

       
for
(
i
 
=
 
1
;
 
i
 
<
 
size
;
 
++
i
)

       
{

               
if
 
(
nums
[
i
]
 
<
 
min
)

                       
min
 
=
 
nums
[
i
];

               
else
 
if
 
(
nums
[
i
]
 
>
 
max
)

                       
max
 
=
 
nums
[
i
];

       
}

       
// create a counting array, counts, with a member for 

       
// each possible discrete value in the input.  

       
// initialize all counts to 0.

       
int
 
distinct_element_count
 
=
 
max
 
-
 
min
 
+
 
1
;

       
int
*
 
counts
 
=
 
new
 
int
[
distinct_element_count
];

       
for
(
i
=
0
;
 
i
<
distinct_element_count
;
 
++
i
)

               
counts
[
i
]
 
=
 
0
;

       
// accumulate the counts - the result is that counts will hold

       
// the offset into the sorted array for the value associated with that index

       
for
(
i
=
0
;
 
i
<
size
;
 
++
i
)

               
++
counts
[
 
nums
[
i
]
 
-
 
min
 
];

       
// store the elements in the array

       
int
 
j
=
0
;

       
for
(
i
=
min
;
 
i
<=
max
;
 
i
++
)

               
for
(
int
 
z
=
0
;
 
z
<
counts
[
i
-
min
];
 
z
++
)

                       
nums
[
j
++
]
 
=
 
i
;

       
delete
[]
 
counts
;

}

```

### V jazyceC#
```
public
 
static
 
LinkedList
<
int
>
 
sort
(
LinkedList
<
int
>
 
array
)
 
{

  
LinkedList
<
int
>
 
results
 
=
 
new
 
LinkedList
<
int
>
();

  
LinkedList
<
int
>
 
sublist
 
=
 
new
 
LinkedList
<
int
>
();

  
while
 
(
array
.
Count
 
!=
 
0
)

  
{

    
sublist
.
Clear
();

    
sublist
.
AddLast
(
array
.
First
.
Value
);

    
array
.
RemoveFirst
();

    
LinkedListNode
<
int
>
 
i
 
=
 
array
.
First
;

    
while
 
(
i
 
!=
 
null
)

    
{

      
if
(
i
.
Value
 
>=
 
sublist
.
Last
.
Value
)

      
{

        
sublist
.
AddLast
(
i
.
Value
);

        
LinkedListNode
<
int
>
 
temp
 
=
 
i
;

        
i
 
=
 
i
.
Next
;

        
array
.
Remove
(
temp
);

      
}

      
else

      
{

        
i
 
=
 
i
.
Next
;

      
}

    
}

    
i
 
=
 
results
.
First
;

    
while
 
(
sublist
.
Count
 
!=
 
0
)

    
{

      
if
 
(
i
 
==
 
null
)

      
{

        
results
.
AddLast
(
sublist
.
First
.
Value
);

        
sublist
.
RemoveFirst
();

      
}

      
else
 
if
 
(
sublist
.
First
.
Value
 
<
 
i
.
Value
)

      
{

        
results
.
AddBefore
(
i
,
 
sublist
.
First
.
Value
);

        
sublist
.
RemoveFirst
();

      
}

      
else

      
{

        
i
 
=
 
i
.
Next
;

      
}

    
}

  
}

  
return
 
results
;

}

```

### V jazyceJava
```
public
 
static
 
<
E
 
extends
 
Comparable
<?
 
super
 
E
>>
 
List
<
E
>
 
sort
(
Collection
<
E
>
 
coll
)
 
{

  
List
<
E
>
 
results
 
=
 
new
 
LinkedList
<
E
>
();

  
while
 
(
!
coll
.
isEmpty
())

  
{

    
LinkedList
<
E
>
 
sublist
 
=
 
new
 
LinkedList
<
E
>
();

    
Iterator
<
E
>
 
i
 
=
 
coll
.
iterator
();

    
sublist
.
addLast
(
i
.
next
());

    
i
.
remove
();

    
while
 
(
i
.
hasNext
())

    
{

      
E
 
val
 
=
 
i
.
next
();

      
if
 
(
val
.
compareTo
(
sublist
.
getLast
())
 
>=
 
0
)

      
{

        
sublist
.
addLast
(
val
);

        
i
.
remove
();

      
}

    
}

    
if
 
(
!
results
.
isEmpty
())

    
{

      
int
 
pos
 
=
 
0
;

      
while
 
(
!
sublist
.
isEmpty
())

      
{

        
if
 
(
sublist
.
getFirst
().
compareTo
(
results
.
get
(
pos
))
 
<
 
0
)

          
results
.
add
(
pos
++
,
 
sublist
.
removeFirst
());

        
else
 
if
 
(
pos
 
<
 
results
.
size
())

          
pos
++
;

        
else

          
break
;

      
}

    
}

    
results
.
addAll
(
sublist
);

  
}

  
return
 
results
;

}

```